# João Alves
João António Ferreira Resende Alves, llamado João Alves (Albergaria-a-Velha, Portugal; 5 de diciembre de 1952), es un exfutbolista portugués que se retiró del fútbol profesional en 1985, y que actualmente es entrenador del Servette FC.
Durante su carrera fue un excelente centrocampista ofensivo, considerado el mejor jugador portugués de su generación, y se ganó el apodo de "Luvas Pretas", de los guantes negros que solía usar durante todos sus partidos, ya fuera verano o invierno.
Durante su carrera obtuvo numerosos éxitos individuales, pero también los consiguió colectivos, como el la UD Salamanca, el Benfica y el Boavista.

## Trayectoria
Alves comenzó a jugar en las categorías inferiores de Sanjoanense dC, siendo fichado en 1969 por el Sport Lisboa e Benfica. Su primer equipo profesional fue Varzim Sport Club en 1972-73, seguido por el CD Montijo, con el que debutó en la primera división. Destacando de tal manera, que se convirtió en el mejor jugador joven de Portugal, lo que le valió que los grandes equipos portugueses se fijaran en él. Siendo finalmente el Boavista quien consiguiera su fichaje.
En la temporada 1974-75, su primera en el Boavista, dio un gran salto de calidad, convirtiéndose en el máximo goleador del equipo con 11 goles, lo que le valió para ser convocado por primera vez con la selección portuguesa.
En la siguiente temporada, siguió mejorando sus registros y volvió a ser el máximo goleador tanto del equipo, como de la liga, con 15 goles, momento en el que muchos grandes equipos extranjeros se fijaron en él, llevándose la UD Salamanca el gato al agua, y fichando un jugador que ese mismo año estuvo nominado entre los candidatos al Balón de Oro.
En la UD Salamanca permaneció durante dos exitosas temporadas, compartiendo vestuario con jugadores de la talla de Jorge D'Alessandro, o Ricardo Nestor Rezza Pérez, entre otros grandes jugadores, que dejaron al equipo al borde de la clasificación europea, y consiguieron vencer en campos tan prestigiosos como el Santiago Bernabeu, donde ganaron por 0-1, siendo Alves el autor del tanto del partido. Durante su etapa en la UD Salamanca fue nombrado mejor jugador de la liga española en la temporada 1976-77. Por ello, y por ser parte importante de la época dorada del club salmantino, está considerado como una leyenda en Salamanca.
Al término de su segunda temporada en Salamanca, decidió regresar a Portugal, más concretamente al Benfica, donde volvió a realizar una gran temporada, siendo traspasado al PSG francés, pero no se adaptó bien a Francia, y decidió regresar al Benfica en el verano de 1980, y allí permaneció durante tres exitosas temporadas, tanto en lo individual como en lo colectivo.
En 1983 ficha por el Boavista, equipo en el que juega sus dos últimas temporadas como profesional, retirándose al finalizar la temporada 1984-85.
Durante su carrera ganó varios títulos individuales, como el de máximo goleador de la liga portuguesa en 1976, o el de mejor jugador de la liga española en 1977, así como ser uno de los nominados al balón de oro en 1975.
Aparte de ello conquistó dos títulos de liga con el Benfica, las temporadas 1980–81 y 1982–83, y dos copas de Portugal con el Boavista en 1975 y 1976.

## Clubes como jugador
| Club                | País     | Año       | PJ | Goles |
| ------------------- | -------- | --------- | -- | ----- |
| Varzim Sport Club   | Portugal | 1972-1973 |    |       |
| C.D. Montijo        | Portugal | 1973-1974 | 30 | 2     |
| Boavista            | Portugal | 1974-1976 | 59 | 26    |
| UD Salamanca        | España   | 1976-1978 | 64 | 10    |
| Benfica             | Portugal | 1978-1979 | 26 | 11    |
| Paris Saint Germain | Francia  | 1979-1980 | 19 | 0     |
| Benfica             | Portugal | 1980-1983 | 71 | 17    |
| Boavista            | Portugal | 1983-1985 | 47 | 3     |

## Carrera internacional
Fue 36 veces internacional con Portugal, marcando tres goles. Fue internacional perteneciendo al Boavista, UD Salamanca y Benfica. Su debut tuvo lugar el 13 de noviembre de 1974, en un amistoso contra Suiza, que terminó con victoria para los Suizos por 0-3, desde ese momento se convirtió en un fijo en la selección, hasta que se retiró en 1983, después de no conseguir clasificar a Portugal, para la Eurocopa 1984.

### Goles como internacional
| #  | Fecha                  | Lugar                                     | Rival   | Gol  | Resultado | Competición                         |
| -- | ---------------------- | ----------------------------------------- | ------- | ---- | --------- | ----------------------------------- |
| 1. | 3 de diciembre de 1975 | Estádio do Bonfim, Setúbal, Portugal      | Chipre  | 1–0  | 1–0       | Clasificación para la Eurocopa 1976 |
| 2. | 30 de marzo de 1977    | Estádio dos Barreiros, Funchal\| Portugal | Suiza   | 0–1  | 3–2       | Amistoso                            |
| 3. | 9 de mayo de 1979      | Ullevaal Stadion, Oslo\| Noruega          | Noruega | 0– 1 | 0-1       | Clasificación para la Eurocopa 1980 |

## Palmarés
- Primera División de Portugal (2): 1980–81 y 1982–83
- Copa de Portugal (4): 1974-75, 1975-76, 1980-81, 1982-83
- Supercopa de Portugal (1): 1980/81
- Copa Ibérica (1): 1983
- Subcampeón de la Copa de la UEFA (1): 1982/83

## Carrera de entrenador
Alves se convirtió un entrenador después de terminar su carrera de jugador, comenzando su trayectoria en el Boavista, en la temporada 1984-85, y permaneciendo allí durante dos temporadas, tras su paso por el Boavista, fue contratado por el Clube de Futebol Estrela da Amadora, con el que conseguiría su mayor éxito como entrenador, conquistando la Copa de Portugal, y por lo tanto clasificando al equipo para disputar competiciones europeas.
Dicho éxito le llevó a volver al banquillo del Boavista, pero sin mucho éxito, y más tarde fichar por el Vitória Guimarães, su siguiente paso fue regresar al Clube de Futebol Estrela da Amadora, donde permaneció durante dos temporadas, antes de dar el salto al Belenenses, donde también permaneció durante dos temporadas, obteniendo excelentes resultados, tales como la mejor clasificación en 20 años, y fichando a muy buenos jugadores, en esta etapa se le comenzó a alabar como un excelente mánager, ya que fue el encargado de fichar y entrenar.
En la temporada 1995-96 es reclamado por el Boavista, al cual regresa por tercera vez, y permaneció durante una temporada, en la que da el salto al fútbol español, de la mano de la UD Salamanca.
Alves regresa a Salamanca en verano de 1996, cogiendo un equipo recién descendido a la segunda división, y con el único objetivo de conseguir el ascenso a primera. De su mano recalan en Salamanca, jugadores como Pauleta, Cesar Brito, Everton Giovanella, Taira, Catanha o Paulo Torres, casi todos provenientes de su anterior equipo, el Belenenses, y aparte de ellos logra juntar en plantilla a jugadores como Michel Salgado, Agostinho, Vellisca, Barbará, Pablo Zegarra, Loren, Ovidiu Stîngă, Claudio Barragán Escobar y un largo etcétera de grandísimos jugadores, formando de largo la mejor plantilla de la categoría, y para muchos una gran plantilla incluso para primera división.
Pese a su gran trabajo como mánager, los resultados no acompañan, y es destituido como entrenador en la primera vuelta de la temporada, dejando al equipo en la zona baja, pero logrando finalmente el objetivo del ascenso, después de estar durante veinte partidos invicto, y siendo el equipo más goleador, teniendo a Pauleta como máximo realizador del campeonato, por ello y pese a su fracaso como entrenador, dejó en Salamanca un gran recuerdo como mánager o secretario técnico, encargado de realizar fichajes.
Tras su experiencia en la UD Salamanca, regresa a Portugal, para entrenar al Sporting Clube Campomaiorense, donde salvo al equipo del descenso sin apuros, en la temporada siguiendo se marchó al Sporting Clube Farense, donde permaneció durante dos temporadas, realizando un gran trabajo manteniendo al equipo, y por lo tanto logrando el objetivo por el que fue contratado, en 2000 fichar por la Associação Académica de Coimbra, en el cual permaneció también durante dos temporadas, logrando el ascenso a la primera división.
En la temporada 2002-2003 regresa de nuevo al C.F. Estrela da Amadora, donde logra otro nuevo éxito, ascendiendo al equipo a la primera división. En la temporada 2003-2004 ficha por el Leixões Sport Club, un club recién ascendido a la segunda división portuguesa, y que se encontraba en pleno crecimiento, y logra mantenerlo en la categoría. Pero pese a ello decide no continuar la siguiente temporada, decidiendo tomarse un descanso.
No es hasta las temporadas 2007-2008 cuando regresa a los banquillos, para dirigir al Benfica sub-18, en el que permanece hasta que en 2009 recibe una oferta para entrenar al Servette FC, de la primera división Suiza, donde ha permanecido hasta 2011.

## Clubes como entrenador
| Club                                | País     | Año       |
| ----------------------------------- | -------- | --------- |
| Boavista                            | Portugal | 1984-1986 |
| Clube de Futebol Estrela da Amadora | Portugal | 1988-1990 |
| Boavista                            | Portugal | 1991      |
| Vitória Guimarães                   | Portugal | 1991-1992 |
| Clube de Futebol Estrela da Amadora | Portugal | 1992-1994 |
| Belenenses                          | Portugal | 1994-1996 |
| Boavista                            | Portugal | 1996      |
| UD Salamanca                        | España   | 1996-1997 |
| Sporting Clube Campomaiorense       | Portugal | 1997-1998 |
| Sporting Clube Farense              | Portugal | 1998-2000 |
| Associação Académica de Coimbra     | Portugal | 2000-2002 |
| Clube de Futebol Estrela da Amadora | Portugal | 2002-2003 |
| Leixões Sport Club                  | Portugal | 2003-2004 |
| Benfica sub-18                      | Portugal | 2007-2009 |
| Servette FC                         | Suiza    | 2009-2011 |

- Datos: Q1710117